# Lorenzo Fontana

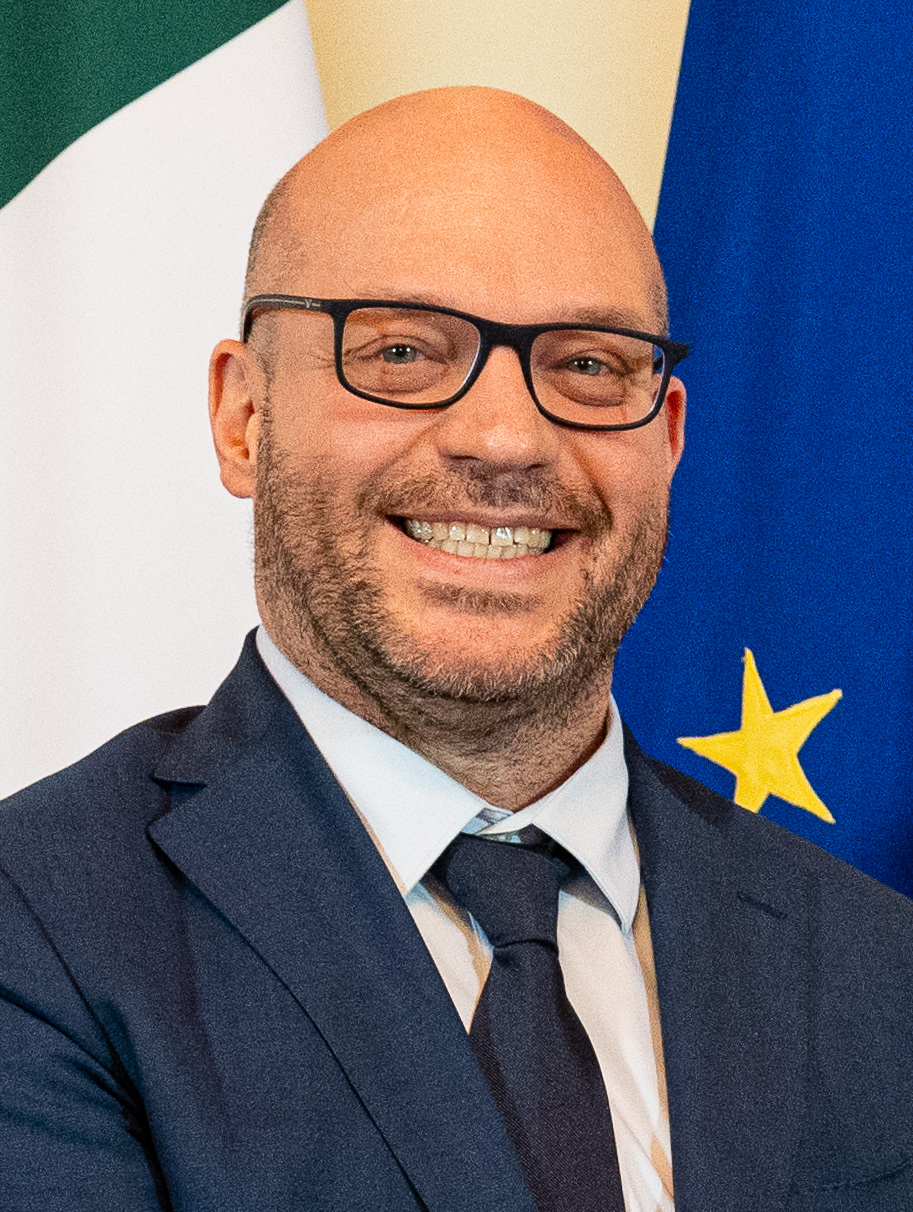
Lorenzo Fontana (2024)

Lorenzo Fontana (* 10. April 1980 in Verona) ist ein italienischer Politiker (Lega). Im Kabinett Conte I war er zunächst Minister für Familien und Behinderte sowie später Minister für Europäische Angelegenheiten. Seit Oktober 2022 ist er Präsident der italienischen Abgeordnetenkammer.

## Werdegang
Fontana studierte Politikwissenschaften an der Universität Padua und besitzt zudem eine Laurea in Geschichte und Philosophie, die er an der Katholischen Universität UER in Rom abschloss. Er war als Freischaffender Journalist tätig und bei der Messe Verona angestellt.
Lorenzo Fontana trat 1997 der Lega Nord bei. Den Mitgliedsantrag unterschrieb sein Vater für den damals Sechzehnjährigen. Von 2002 bis 2008 war er Vize-Koordinator der Jugendorganisation der Partei dem Movimento Giovani Padani. Zugleich war er stellvertretender Parteisekretär der Lega Nord für die Provinz Verona. 2007 zog er für die Lega Nord in den Stadtrat von Verona ein.
Er kandidierte erfolgreich bei den Europawahlen 2009 und 2014. Als Abgeordneter (MdEP) im Europäischen Parlament in Straßburg führte er die Delegation der Lega Nord an. Zudem war Fontana Vizepräsident des Kulturausschusses.
2016 ernannte ihn Matteo Salvini zum Vizeparteisekretär der Lega Nord. Nach der Wahl von Federico Sboarina zum Bürgermeister von Verona 2017 übernahm Fontana das Amt des Vizebürgermeisters. Bei den Parlamentswahlen in Italien 2018 konnte er einen Sitz in der Abgeordnetenkammer des Italienischen Parlaments erringen, worauf er seinen Sitz in Straßburg aufgab. Nach der Eröffnung der XVIII. Legislaturperiode wurde Fontana zunächst zum stellvertretenden Präsidenten der Abgeordnetenkammer gewählt. Das Amt bekleidete er nur kurz bis zu seiner Ernennung am 1. Juni 2018 zum Minister für Familien und Behinderte im vom Ministerpräsident Giuseppe Conte angeführten Kabinett. Am 10. Juli 2019 wechselte er in das Ministerium für Europäische Angelegenheiten und trat dort die Nachfolge von Paolo Savona an.
Bei den Parlamentswahlen 2022 konnte er ein Direktmandat für die Abgeordnetenkammer erringen. Am 14. Oktober 2022 wurde er nach Eröffnung der XIX. Legislaturperiode zum Präsidenten der Abgeordnetenkammer gewählt. Seiner Wahl waren Proteste dreier oppositioneller PD-Abgeordneten vorausgegangen, die ihm Homophobie und eine Pro-Putin-Position vorwarfen.
Lorenzo Fontana ist verheiratet und Vater einer Tochter.

## Positionen
Fontana ist ein enger Vertrauter von Matteo Salvini, der ihn als seinen politischen Strategen ansieht. Die italienische Presse bezeichnete ihn auch als Sancho Panza von Salvini. Der ultrakonservative Fontana gilt als Euroskeptiker, Verehrer von Viktor Orbán und Marine Le Pen. Die Zusammenarbeit zwischen der Lega und dem Front National kam unter anderem mit seiner Hilfe zustande. Bis zum Überfall auf die Ukraine im Februar 2022 galt er auch als Verehrer von Wladimir Putin. Nach der russischen Annexion der Krim 2014 forderte er die EU auf, die Sanktionen gegen Russland zurückzunehmen. Den Brexit begrüßte er.
Fontana lehnt Abtreibung ebenso ab, wie Eingetragene Partnerschaften. Er unterstützt die Anti-Gender- und die Pro-Life-Bewegung. Den demographischen Rückgang macht er in seinem 2018 veröffentlichten Buch für den „Identitätsverlust“ und den wirtschaftlichen Niedergang einer Nation verantwortlich.

## Veröffentlichungen
- zusammen mit Ettore Gotti Tedeschi: La culla vuota della civiltà. All'origine della crisi. Gondolin, Verona 2018, ISBN 978-88-98647-45-3.